# Championnats de France d'athlétisme 1963
Navigation
Championnats 1962 Championnats 1964
Les Championnats de France d'athlétisme 1963 ont eu lieu du 26 au 28 juillet 1963 au Stade Yves-du-Manoir de Colombes. Les épreuves combinées se déroulent les 22 et 23 juin 1963 à Melun.

## Palmarès
| Discipline        | Hommes               | Hommes        | Femmes              | Femmes       |
| ----------------- | -------------------- | ------------- | ------------------- | ------------ |
| 100 m             | Claude Piquemal      | 10 s 5        | Claude Bouix        | 11 s 8       |
| 200 m             | Jocelyn Delecour     | 20 s 8        | Michèle Lurot       | 24 s 5       |
| 400 m             | Jean-Pierre Boccardo | 46 s 7        | Maryvonne Dupureur  | 56 s 0       |
| 800 m             | Maurice Lurot        | 1 min 48 s 7  | Maryvonne Dupureur  | 2 min 13 s 5 |
| 1 500 m           | Michel Jazy          | 3 min 37 s 8  | -                   | -            |
| 5 000 m           | Robert Bogey         | 14 min 10 s 8 | -                   | -            |
| 80 m haies        | -                    | -             | Marlène Canguio     | 11 s 0       |
| 110 m haies       | Marcel Duriez        | 13 s 9        | -                   | -            |
| 400 m haies       | Robert Poirier       | 51 s 8        | -                   | -            |
| 3 000 m steeple   | Guy Texereau         | 8 min 56 s 0  | -                   | -            |
| Saut en longueur  | Gérard Mahieu        | 7,55 m        | Madeleine Lhuillery | 5,99 m       |
| Triple saut       | Eric Battista        | 15,54 m       | -                   | -            |
| Saut en hauteur   | Maurice Fournier     | 2,00 m        | Geneviève Laureau   | 1,72 m       |
| Saut à la perche  | Maurice Houvion      | 4,87 m        | -                   | -            |
| Lancer du poids   | Pierre Colnard       | 17,96 m       | Marthe Bretelle     | 13,02 m      |
| Lancer du disque  | Pierre Alard         | 53,49 m       | Marthe Bretelle     | 47,40 m      |
| Lancer du marteau | Guy Husson           | 61,55 m       | -                   | -            |
| Lancer du javelot | Léon Syrovatski      | 73,52 m       | Michèle Demys       | 44,10 m      |
| Décathlon         | René-Jean Monneret   | 6 891 pts     | -                   | -            |
| Pentathlon        | -                    | -             | Denise Guénard      | 4 644 pts    |